# Teleosaurus
Teleosaurus è un genere estinto di rettili, appartenente ai crocodilomorfi. Visse tra il Giurassico medio e il Giurassico superiore (Bathoniano - Kimmeridgiano, circa 169 - 155 milioni di anni fa) e i suoi resti fossili sono stati ritrovati in Europa.

## Descrizione

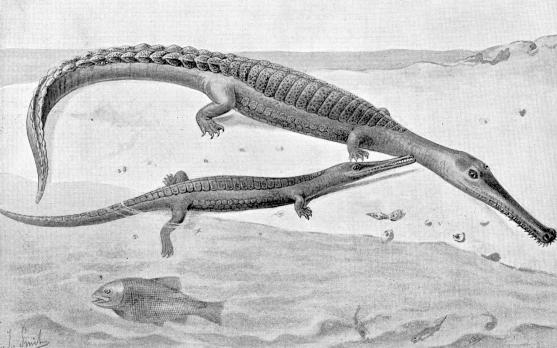
Riproduzione artistica di Teleosaurus, 1894.

Teleosaurus aveva mascelle fortemente allungate, come quelle del moderno gaviale del Gange. Il corpo era lungo e affusolato, e terminava con coda sinuosa che veniva utilizzata per la propulsione nell'acqua. Gli arti anteriori erano piuttosto corti e venivano probabilmente tenuti aderenti al corpo durante la natazione in modo da favorire la penetrazione fluidodinamica nell'acqua.
Viveva in mare aperto e probabilmente si nutriva di pesci e calamari che catturava con i suoi denti appuntiti.
Le narici esterne di Teleosaurus erano molto grandi; i denti erano appuntiti e sporgenti all'infuori, molto numerosi. Le ossa nasali erano molto sottili; il bordo posteriore delle ossa pterigoidi era notevolmente concavo. Le orbite erano orientate verso l'alto. L'armatura ventrale era costituita da placche poligonali; l'armatura dorsale era invece formata da placche fortemente embricate nella regione toracico-lombare, mentre nella regione sacrale e caudale le placche erano munite di una cresta.

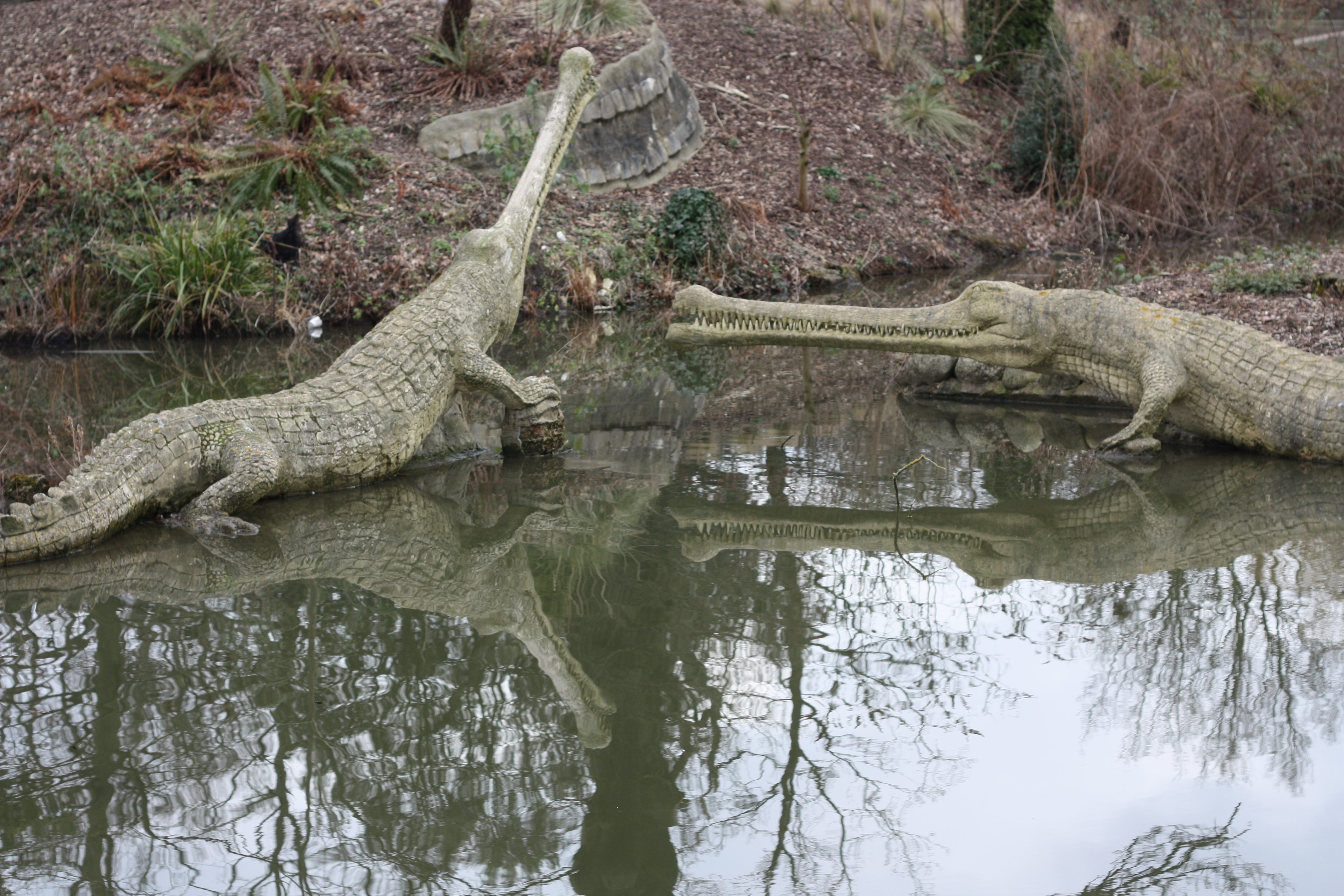
Riproduzione di Teleosaurus al Crystal Palace di Londra.

## Classificazione
Il genere Teleosaurus fu istituito da Geoffroy Saint-Hilaire (1825) per accogliere la specie Crocodilus cadomensis, descritta da Lamouroux nel 1820. Diverse specie sono state attribuite in seguito a questo genere, come T. gladius (Eudes Deslongchamps, 1868), T. subulidens (Phillips, 1871), e T. geoffroyi (Eudes-Deslongchamps, 1868). Gli esemplari di T. gladius sono stati tutti distrutti a Caen durante la Seconda guerra mondiale, ma Vignaud (1995) ha proposto una sinonimia tra T. gladius e T. cadomensis sulla base della descrizione di Eudes-Deslongchamps (1868). Anche il frammento mandibolare attribuito a T. subulidens è stato riferito a T. cadomensis (Vignaud, 1995). Solo T. geoffroyi, descritto sulla base di frammenti mandibolari distrutti a Caen nel 1944 (Eudes-Deslongchamps, 1868), è considerato una specie valida da Vignaud (1995).
Teleosaurus è il genere eponimo dei teleosauridi, un gruppo di crocodilomorfi dalle spiccate attitudini acquatiche, strettamente imparentati con i metriorinchidi ma meno specializzati per la vita marina rispetto a questi ultimi.